# Belinlandia

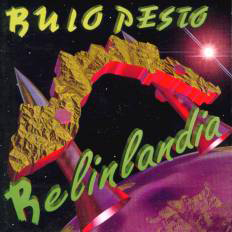
Copertina dell'edizione ligure

Belinlandia è il primo album in studio del gruppo musicale italiano Buio Pesto, pubblicato nel 1995.

## Descrizione

### Pubblicazione
Dell'album ne sono state pubblicate due versioni, una prima edizione distribuita solo in Liguria nel 1995, e una distribuita in tutta Italia da Sony Music nel 1996, entrambe pubblicate su CD e Musicassetta.

### I brani
Maio in to salaio ("Marito nella rete") racconta dei problemi della vita matrimoniale e che forse sarebbe meglio vivere la vita da scapoli. La canzone è presente anche in versione acustica nel cd del 1996.
Mia un po' ("Guarda un po'") parla di un amico che fa le corna con la ragazza del suo amico che è "felice di essere cornuto".
Buio Pesto è l'unica canzone in italiano in tutti gli album dei Buio Pesto, la canzone parla di Pagen e del gruppo in modo ironico.
Belinlandia ("Terra del Belin") parla di una tipica giornata al mare a Camogli con tutte le disavventure e tutte le persone che si possono incontrare. la canzone è presente nel cd del 1995 in versione acustica e in quella del 1996 in coppia con il comico novese Claudio Lauretta che imita tra gli altri Beppe Grillo, il Gabibbo, Oscar Luigi Scalfaro, Umberto Bossi, Paolo Villaggio e Silvio Berlusconi.
Ninin ("Bambina") parla di due amanti e l'uomo dice alla ragazza di stare attenti a non farsi scoprire dalla moglie.
Dunde l'è ("Dov'è") parla di un marito che pensa alla moglie com'è ora e come era una bella ragazza anni fa.
La canzone è presente nel cd del 1995 anche in versione acustica.
Ma ou belan ("Porca miseria") parla dei problemi dei lavori svolti nella vita e dei problemi con il capo.
Mego imbriaego ("Medico ubriaco") è dedicata a tutti i medici di Genova e parla di un medico che ha delle discussioni con la moglie a causa del vino, poi la moglie dopo un forte litigio durante la notte prende una siringa e la rimpie di vino e fa una puntura al pene del marito. La canzone è presente anche in versione remix nel cd del 1995.
Meno ma ("Meno male"), cover di Bruno Lauzi, è quasi un inno a fare ogni cosa fregandosene delle persone che giudicano sempre e si conclude con la voglia d'amore della moglie che gli amici sono felici di soddisfare.
O frigideiro ("Il frigorifero"), cover di una canzone composta da Bruno Lauzi a fine anni cinquanta e cantata in coppia con lui, parla di un amico che chiede l'acquisto di un frigorifero elencandone tutte le sue qualità.
Che bello praeve ("Che bel prete") parla di un prete di un paese anziano che bestemmia, si fa le donne del paese, fa le bische, fuma e beve. Il prete viene scoperto a causa delle voci che girano per il paese e la curia gli ha dà il benservito e i mariti cornuti lo spediscono in ospedale.
A vitta insemme ("La vita insieme"), cantata con i Ricchi e Poveri, parla di uno scontro generazionale tra padri e figli in modo ironico.
Vanni belinna ("Vai via stupido") parla di Belmondo, che ha soldi, belle auto ed è richiesto ma in fondo è una persona stupida.
Trilli-trilli è una cover del brano de I Trilli, forse la più famosa cover dei Buio Pesto, e racconta in modo parodistico dell'infedeltà matrimoniale e dei campanilismi tra i diversi quartieri di Genova. La canzone è presente anche in una versione dal vivo nell'edizione dell'album del 1995.

## Tracce
Edizione 1995
1. Belinlandia – 3:24 (Gori, Favarin, Bosso)
2. Mia un pö – 3:35 (Morini)
3. Ninin – 4:28 (Morini)
4. O frigideiro (feat. Bruno Lauzi) – 3:10 (Lauzi, Reverberi, Calabrese)
5. Mego imbriægo – 3:30 (Morini)
6. Trilli Trilli – 2:23 (Anonimo, Darini)
7. Dunde l'è – 4:44 (Morini)
8. A vitta insemme – 5:42 (Sotgiu, Morini)
9. Meno mâ – 4:15 (Lauzi)
10. Vanni belinna – 5:08 (Rigoli, Ogno, Rosset, De Liperi)
11. Mego imbriægo (remix) – 3:30 (Morini)
12. Trilli Trilli (live) – 3:10 (Anonimo, Darini)
13. Dunde l'è (acustica) – 4:44 (Morini)
14. Belinlandia (acustica) – 4:04 (Gori, Favarin, Bosso)

Durata totale: 55:47
Edizione 1996
1. Maio in to salaio
2. Mia un po
3. Buio Pesto
4. Belinlandia
5. Ninin
6. Dunde l'è
7. Ma ou belan
8. Mego imbriaego
9. Meno ma – cover di Bruno Lauzi
10. O frigideiro (cover di Bruno Lauzi) – con Bruno Lauzi
11. Che bello praeve
12. A vitta insemme (con i Ricchi e Poveri)
13. Vanni belinna
14. Trilli-trilli (cover dei I Trilli)
15. Belinlandia (con Claudio Lauretta))
16. Maio in to salaio (acustica)

## Formazione
- Massimo Morini – voce e tastiera
- Davide Ageno – chitarra e voce
- Alex Pagnucco – basso
- Danilo Straulino – batteria
- Andrea Paglierini – voce